# Фата (альбом)
Фата — третій повноформатний студійний альбом українського інді-гурту Vivienne Mort. Він вийшов 30 серпня 2024.

## Історія створення
Після того, як у 2019 гурт вирішив призупинити свою діяльність, вони хотіли відправитися у прощальний тур, який довго відкладали через пандемію коронавірусної хвороби. Вдалося це зробити тільки восени 2021, після чого більшість учасників покинула гурт, а Даніела Заюшкіна продовжила сольно виступати.
12 вересня 2023 на сторінках гурту у соціальних мережах вишла новина, що були записані партії мідних духових інструментів для альбому.
У жовтні того ж року Даніела розказала, що гурт працює над новим альбомом:
|  | Якось я порахувала, що маю близько 300 пісень, які не соромно презентувати. Тому спочатку почали працювати над альбомом, а потім вирішили, що матеріалу вистачає на два. |

## Реліз і просування
16 серпня 2024 гурт оголосив, що новий альбом вийде 30 серпня. Він буде концептуальним і отримав назву «Фата». Також стало відомо, що альбом складатиметься з 13 композицій. Одна з них, інструменальна пісня «Ізюм», стала доступною для прослуховування на стримінгових сервісах у той же день. Разом з цією новиною на сторінках команди у соціальних мережах було написано:
|  | Дорогі слухачі, сьогодні почався новий розділ творчості Vivienne Mort. Він відкрився музикою без слів. Ви ще не чули її, але ви жили в обставинах, які її створили. |

26 серпня у Києві гурт організував допрем'єрне прослуховування альбому. Доступ на подію був за попереднім записом, а кількість місць була обмежена 50 учасниками.
30 серпня альбом став доступний для прослуховування на стримінгових сервісах.

## Про альбом
За словами музикантів, альбом концептуальний і умовно поділяється на три частини: усвідомлення та адаптація до нової реальності, прощання зі старою реальністю та розквіт почуттів, пошук себе і віри в майбутнє.

### Назва альбому
Згідно допису на сторінках гурту у соціальних мережах, назва альбому має два значення:
1. Фата́, як головний убір нареченої, «який закриває її від усього світу і який вона знімає, звільняючись»;
2. Фа́та у значенні «доля» або «жереб», як Україна прийняла свою долю і «не бажаючи бути нареченою нелюба вступила в боротьбу з найбільшим світовим злом».

## Список композицій
| #                          | Назва                    | Тривалість |
| -------------------------- | ------------------------ | ---------- |
| 1.                         | «Ізюм»                   | 1:35       |
| 2.                         | «Усі в мені»             | 2:51       |
| 3.                         | «Несумная»               | 4:07       |
| 4.                         | «Любові не стало»        | 2:09       |
| 5.                         | «Відкрита, ясна і пуста» | 3:21       |
| 6.                         | «Бекап»                  | 1:47       |
| 7.                         | «Не пробачай»            | 3:24       |
| 8.                         | «Дай, розкажу»           | 1:55       |
| 9.                         | «Художник»               | 1:11       |
| 10.                        | «Східний експрес»        | 2:50       |
| 11.                        | «Голод»                  | 2:01       |
| 12.                        | «Іскра»                  | 3:44       |
| 13.                        | «Сам, сам, сам»          | 2:57       |
| Загальна тривалість: 33:52 |                          |            |

## Відгуки
Оглядачка Олена Мосійчук з онлайн-медіа СЛУХ написала, цей альбом «це не просто музичний твір, це — цілий всесвіт, сповнений любові, болю і надії, з яким хочеться поєднатися». Також вона зазначає, що кожну композицію з альбому «хочеться і треба прожити».

## Учасники запису

### Vivienne Mort
- Даніела Заюшкіна — авторка музики і текстів;
- Гліб Проців — продюсування, аранжування;
- Ілля Чемерис — аранжування.

### Технічний персонал
- Сергій Любинський — саундпродюсер;
- Євген Якшин — обкладинка альбому.